# John Muldoon
John Muldoon, Jr. (Ione, Kalifornia, 1896. március 2. – Napa, Kalifornia, 1944. január 3.) olimpiai bajnok amerikai rögbijátékos.
Az 1920. évi nyári olimpiai játékokon az amerikai rögbicsapatban játszott és olimpiai bajnok lett.
A Santa Clara Egyetemen végzett.